# Amedeo Modigliani
Amedeo Clemente Modigliani, italijanski umetnik, slikar in kipar, * 12. julij 1884, Livorno, Toskana, Italija, † 24. januar 1920, Pariz, Francija. 
Modigliani je večino svoje kratke kariere ustvarjal v Franciji, sicer pa je bil rojen v Livornu v osrednji Italiji. Prvo umetniško izobraževanje je tudi opravil v domovini, leta 1906 pa se je preselil v Pariz. Njegova umetnost je unikatna in težko opredeljiva, saj je povsem odstopal od svojih sodobnikov, čeprav je sprejemal številne vplive v tem krogu in tudi vsrkaval vplive predhodnih slogov, predvsem primitivne umetnosti. Umrl je v Parizu, ko je podlegel tuberkulozi, povsem na koncu z močmi, zgaran in uničen zaradi pretiranega uživanja narkotikov in alkohola, star komaj 35 let.